# Joseph Michel (Politiker)

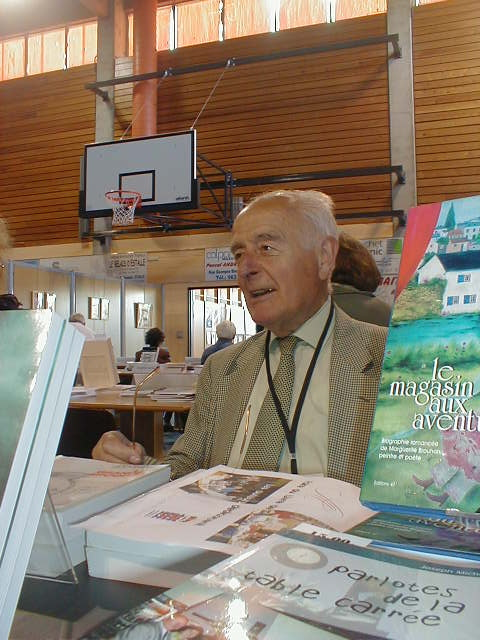
Joseph Michel (Oktober 2007)

Joseph Michel (* 25. Oktober 1925 in Saint-Mard, Provinz Luxemburg; † 3. Juni 2016) war ein belgischer Schriftsteller und Politiker der Parti Social Chrétien (PSC).

## Leben
Der Sohn eines Maurers studierte nach dem Schulbesuch Wirtschafts- und Rechtswissenschaften und schloss diese Studien mit einem Lizenziat und einem Doktor der Rechte ab. Darüber hinaus studierte er Philosophie, beendete dieses Studium mit einem Bachelor und war später als Rechtsanwalt und Notar tätig.
1971 wurde er als Kandidat der PSC erstmals in die belgische Abgeordnetenkammer gewählt und vertrat in dieser 20 Jahre lang bis 1991 die Interessen des Bezirks Neufchâteau.
1974 wurde Michel von Premierminister Leo Tindemans zum Innenminister in dessen Kabinett berufen und bekleidete dieses Amt bis 1977. Während seiner Amtszeit kam es zur Gebietsreform vom 1. Januar 1977, durch die viele belgische Gemeinden zu neuen, größeren Gemeinden zusammengeschlossen wurden. Die Gesamtzahl der belgischen Gemeinden verringerte sich durch diese Gemeindegebietsreform radikal von 2359 auf 596. Nach einer Kabinettsumbildung war er zwischen 1977 und 1979 Minister für nationale Bildung in den Regierungen von Tindemans und Paul Vanden Boeynants.
Zwischen Mai 1979 und Januar 1987 war er darüber hinaus Mitglied beziehungsweise stellvertretendes Mitglied der Parlamentarischen Versammlung des Europarates. Am 24. Oktober 1980 wurde Michel Präsident der Abgeordnetenkammer und bekleidete dieses Amt bis zum 18. Dezember 1981.
Zuletzt war er vom 18. Oktober 1986 bis zum 9. Mai 1988 Minister für innere Angelegenheiten, den öffentlichen Dienst und die Dezentralisierung in der sechsten und siebten Regierung von Premierminister Wilfried Martens.

## Positionen
Joseph Michel vertrat eine rassistische Theorie, wonach Marokkaner, Jugoslawen und Türken „barbarische Völker“ seien.

## Veröffentlichungen
Neben seiner beruflichen und politischen Laufbahn war Joseph Michel auch als Schriftsteller tätig und verfasste neben historischen Fachbüchern auch einige Romane. Sein literarisches Debüt gab er 1954 mit Histoire économique du Luxembourg au XIXe siècle. Nach seinem Ausscheiden aus der Regierung Martens und seinem weitgehenden Rückzug aus dem politischen Leben 1988 setzte er seine schriftstellerische Laufbahn fort und veröffentlichte zahlreiche Bücher wie:
- La pire époque, 1988.
- La belle époque, 1989.
- La grande époque, 1990.
- Histoire de Virton, des origines à l’an 2000, 1998.
- Gaumaiseries, 1994.
- Frisson de l’an 2000, Roman, 1999.
- Le magasin aux aventures, biographie romancée de Marguerite Brouhon, 2003.
- Les petits vieux, 2003.
- Parlotes de la table carrée, 2004.
- La ronde des vents, Roman, 2006.
- Avocats en liberté, Essays, 2006.